# Ilex mucronata
Ilex mucronata là một loài thực vật có hoa trong họ Aquifoliaceae. Loài này được (L.) M. Powell, Savol. & S. Andrews mô tả khoa học đầu tiên năm 2000.

## Hình ảnh

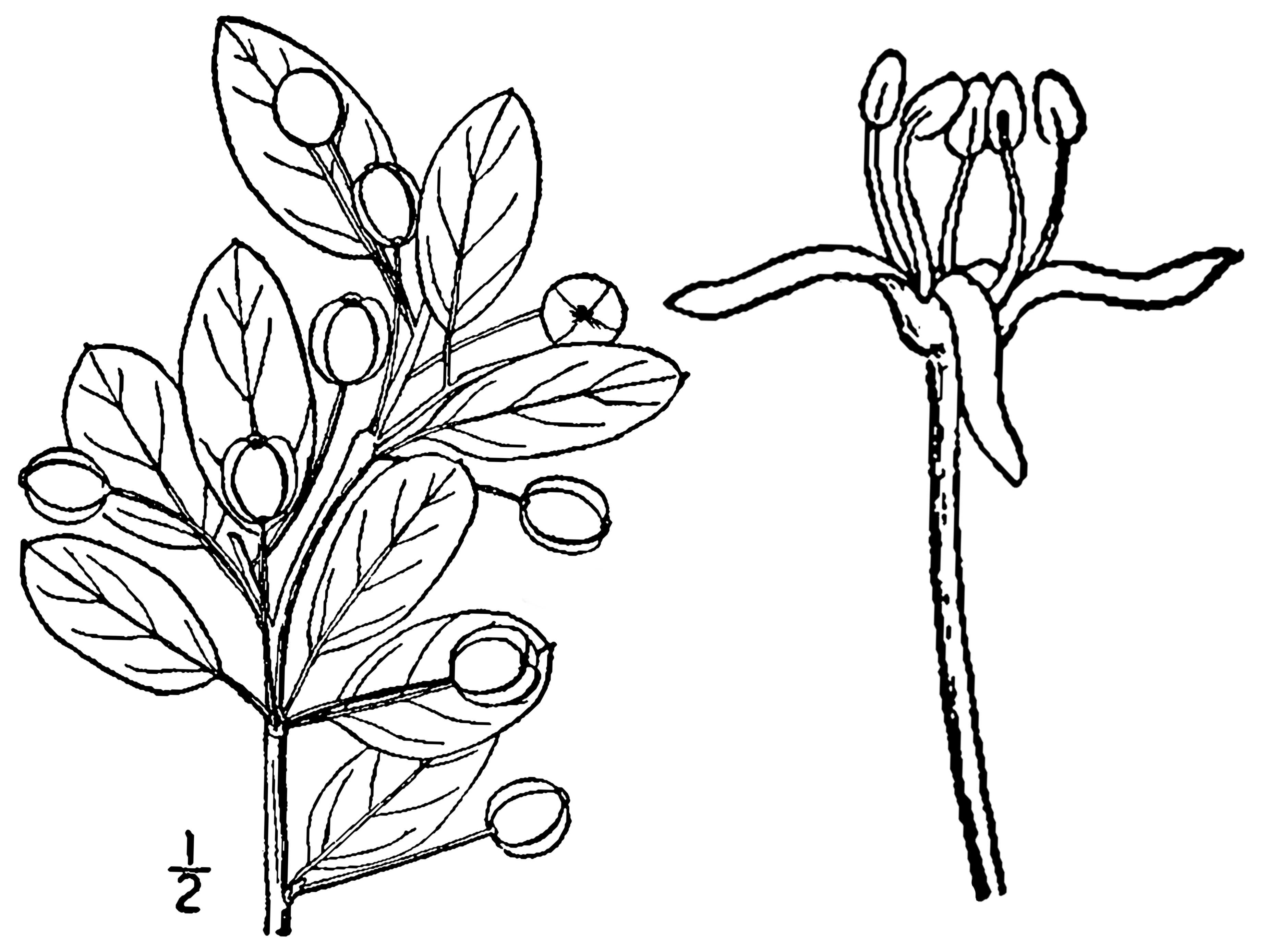
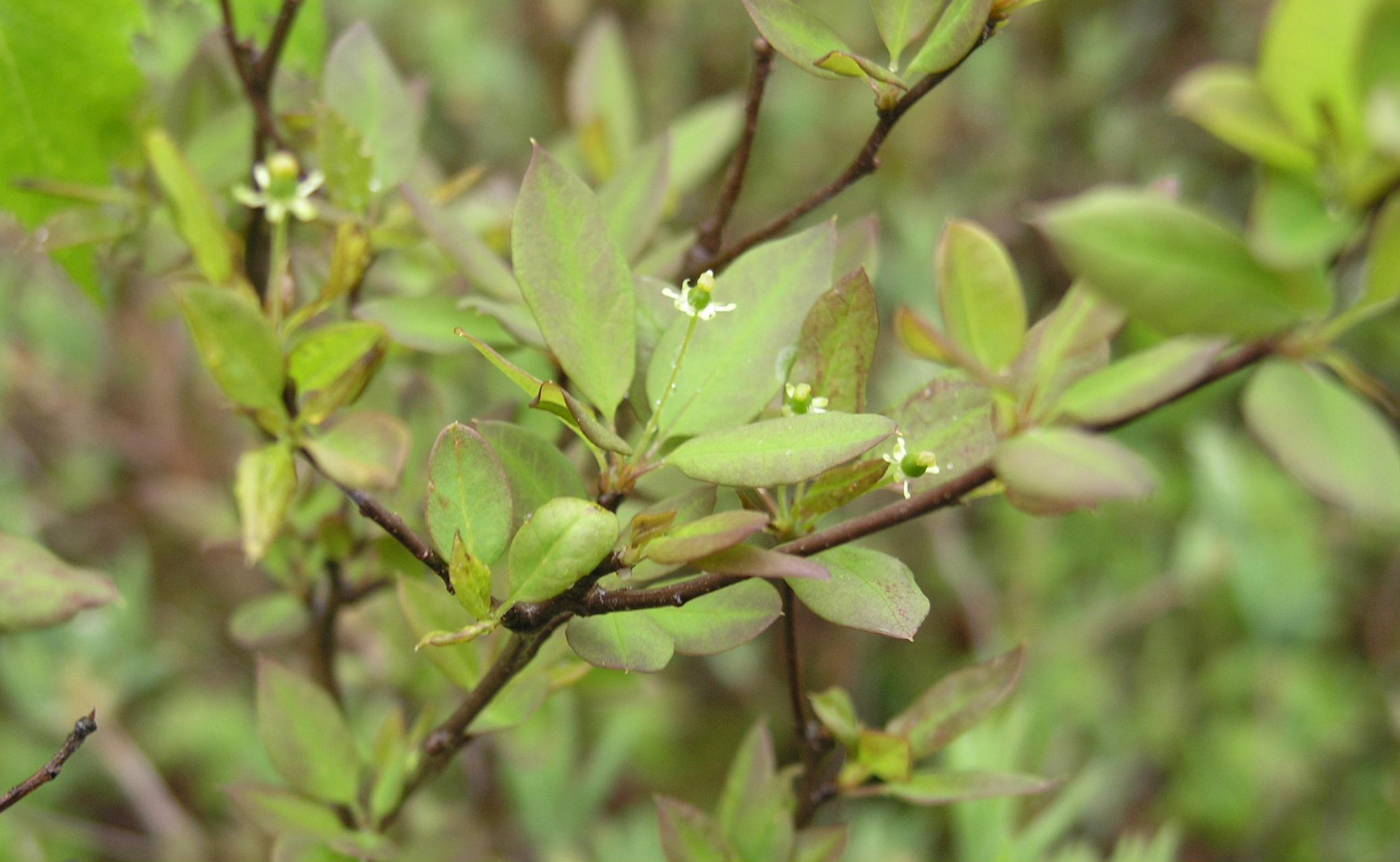
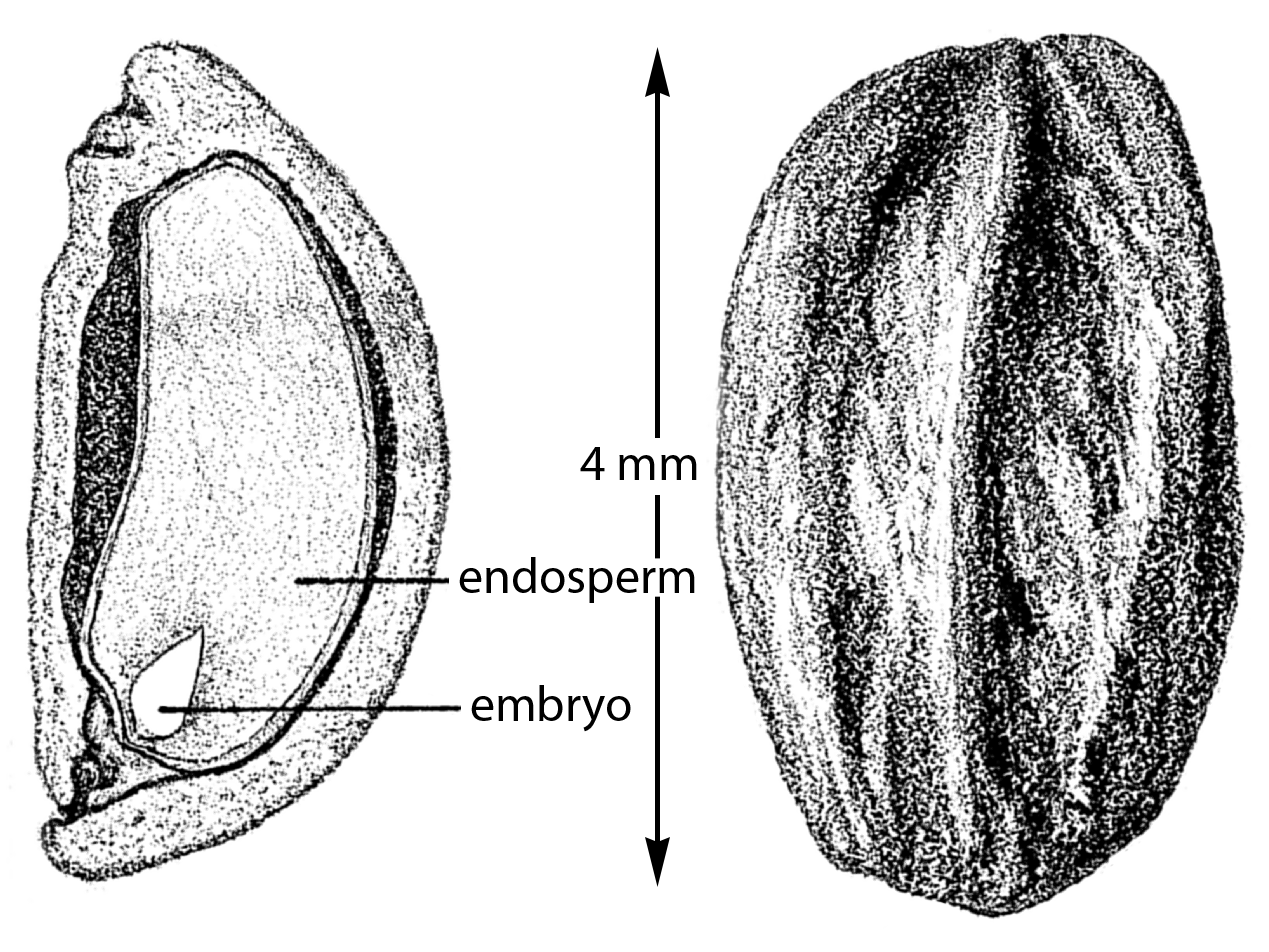
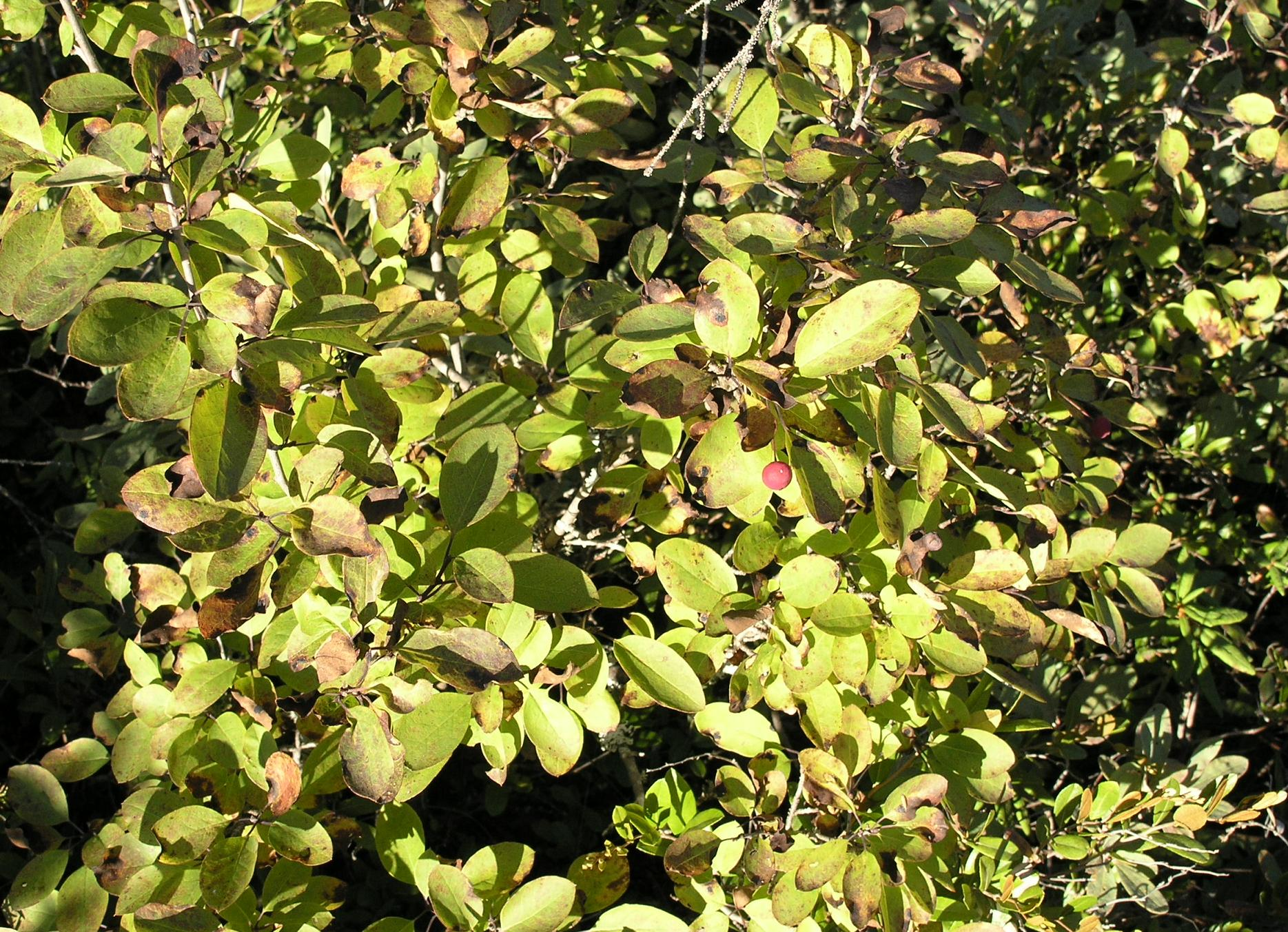